# Elisabeth Johanna Koning
Elisabeth Johanna Koning (Haarlem, 1 de marzo de 1816 – Róterdam, 25 de junio de 1887) fue una pintora neerlandesa especializada en bodegones.

## Biografía
Koning nació en Haarlem y fue alumna de Henriëtte Ronner-Knip. Está considerada como niño prodigio y a los nueve años, en 1825, fue honrada con poder exponer sus dibujos de animales en Tentoonstelling Nationale Nijverheid (Muestra Industrial Nacional) en Haarlem. En 1844 fue nombrada miembro honorario de Kunst zij ons doel y un año más tarde como miembro de la Koninklijke Academie van Beeldende Kunsten en Ámsterdam. En 1859 contrajo matrimonio con el capitán de barco Sybrand Stapert acompañándole a un viaje a Indonesia. Por sus dibujos de la vida de mar realizados durante este viaje se le concedió ser miembro honorario del Club Naturalista de Indonesia, pero el matrimonio regresó a los Países Bajos el mismo año y se establecieron en Groningen. Después de su matrimonio ella firmó sus trabajos como «EJS geb. K» (abreviatura de Elisabeth Johanna Stapert, nacida Koning). Su trabajo botánico de Indonesia está considerado como su legado más importante, pero sus pinturas de flores fueron galardonadas con premios y adquiridas por colecciones públicas durante su vida.